# Flygplatsen (järnvägsstation i Helsingfors)
Flygplatsen (finska: Lentoasema) är en järnvägsstation på Ringbanan och ligger i anslutning till Helsingfors-Vanda flygplats.
Stationen trafikeras av pendeltågslinjerna I och P.

## Historik
Ringbanan började trafikeras 1 juli 2015 och Flygplatsens järnvägsstation togs i bruk i juli 2015, då endast med ingång från Datavägen. Den ingången ligger längre från flygterminalen och busstransport ordnades mellan terminalen och stationen. I december 2015 öppnades hissar för ingång från flygterminalen. Dess 72 meter långa rulltrappor var Finlands längsta fram till att rulltrapporna på  Björkholmens metrostation togs i bruk i slutet av 2017.

## Bilder

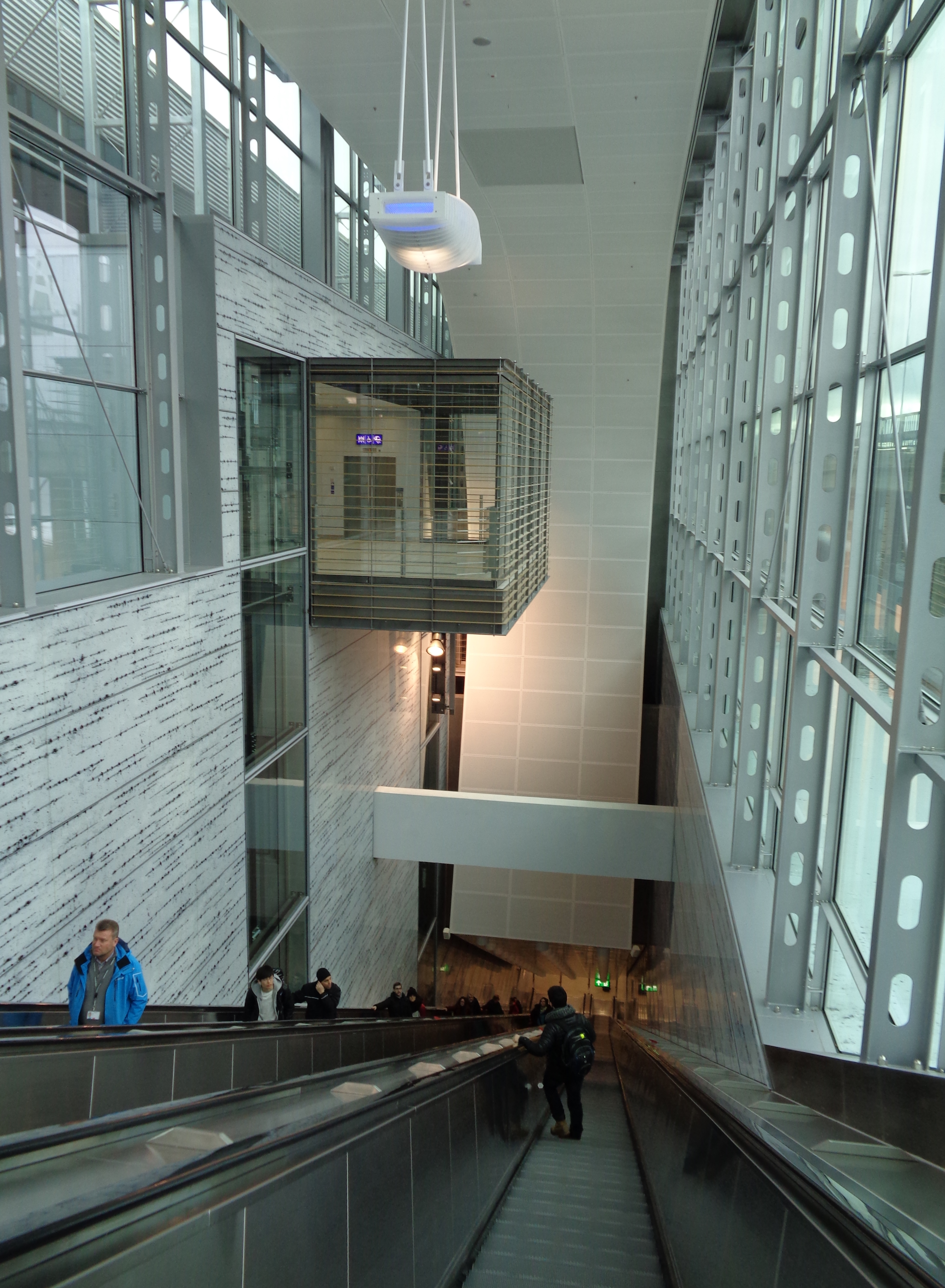
Rulltrapporna från flygterminalen ner till stationen.
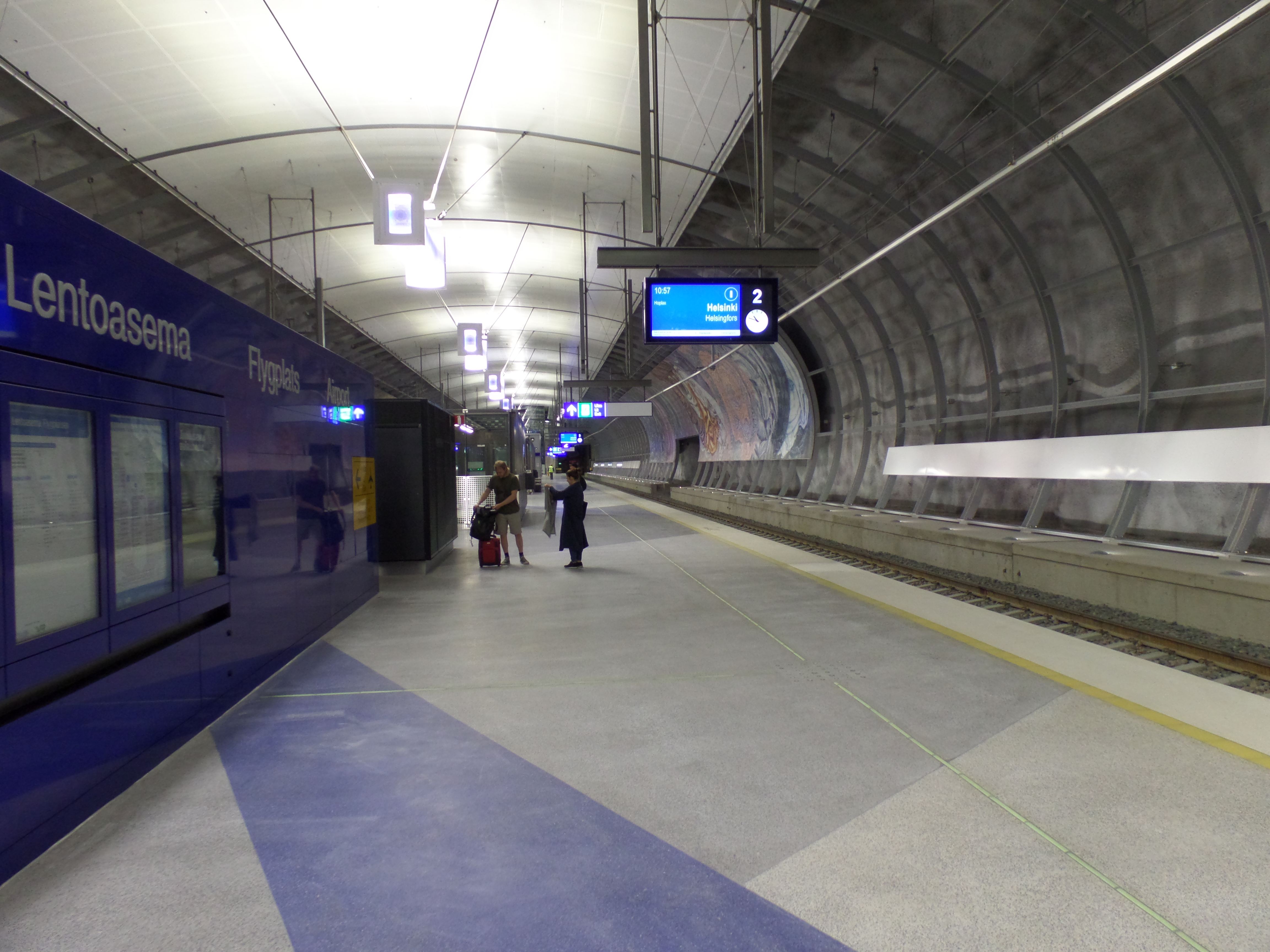
Spår 2
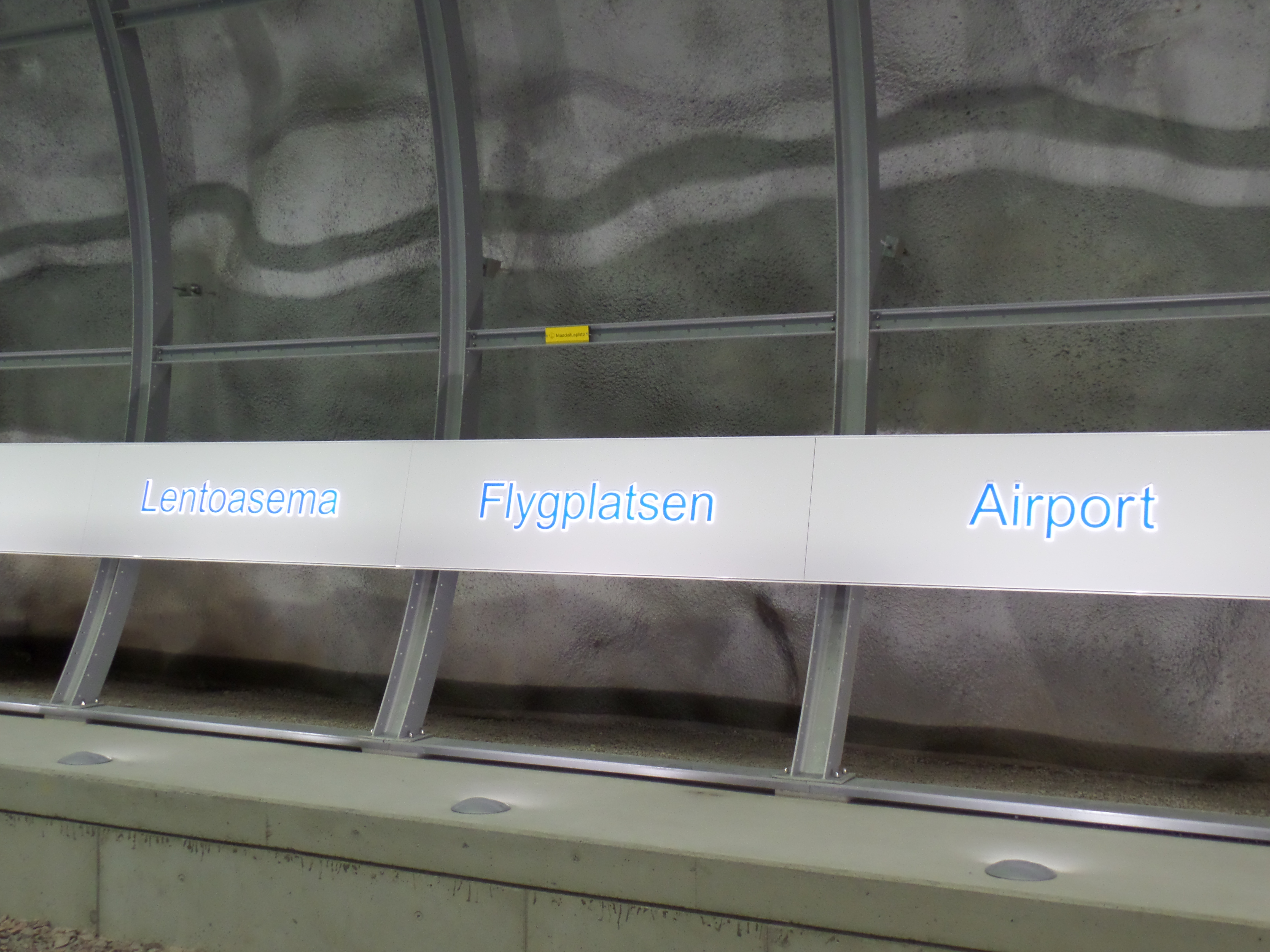
Stationens namnskylt.
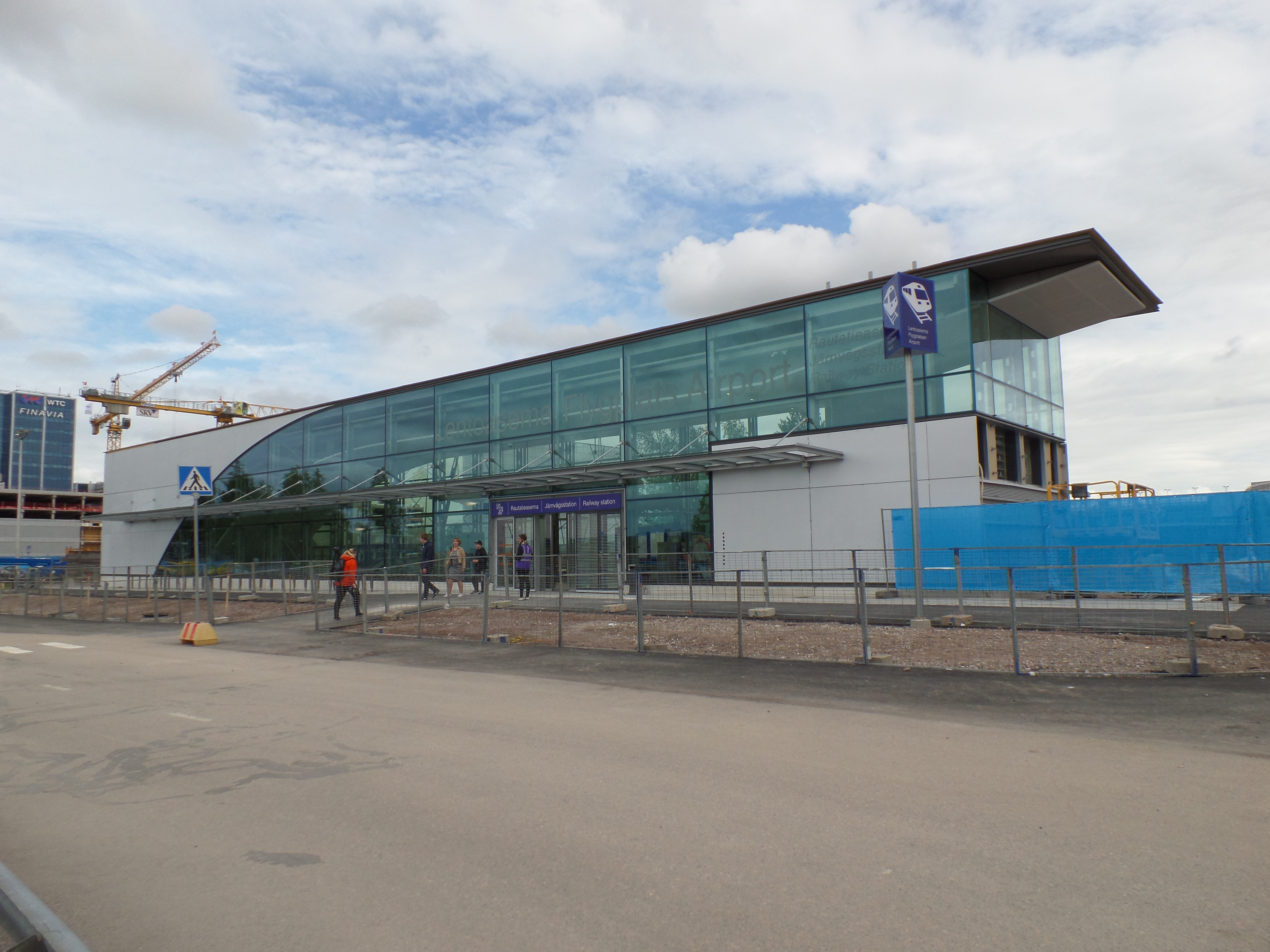
Ingången till stationen vid Datavägen.